# 이븐 할리칸
이븐 할리칸(1211년~1282년)은 이집트 맘루크 왕조 시대의 역사가이다.
이라크의 아르빌에서 출생하여 시리아와 이집트의 아이유브 왕조와 맘루크 왕조 아래서 법관과 교수를 지냈다. 이슬람 초기(단 무함마드에게서 직접 가르침을 받은 사람들은 제외)부터 그의 시대까지의 유명한 사람 약 900명의 인명 사전(人名事典)을 저작하였다. 이 사전은 그 이전부터 <타바카트>(類別)라 불리며 당시 있었던 몇 개의 유서(類書)보다 뛰어나 정채(精彩)하고 풍요하므로 문학적 가치도 높아 이것을 모방한 서적도 많이 나왔다.